# Öffentliche-Güter-Spiel
Das Öffentliche-Güter-Spiel, auch Öffentliche-Gut-Spiel oder Öffentliches-Gut-Spiel, kurz ÖGS ist Bestandteil der Spieltheorie und ist Gegenstand der experimentellen Wirtschaftsforschung. Als Modell wird es genutzt, um die Bereitstellung von öffentlichen Gütern zu analysieren. Diese Analyse ist deswegen wichtig, weil öffentliche Güter im Kontrast zu privaten mehrfach bzw. gleichzeitig konsumiert werden können, aber niemand vom Konsum ausgeschlossen werden kann. Weil niemand ausgeschlossen werden kann, ist es rational, keine Kosten für die Bereitstellung zu tragen (Trittbrettfahrerproblem).

## Spielablauf

Einmaliger Spielablauf mit drei Spielern. Zahlenbeispiel: Alle erhalten anfangs A=15. Zwei zahlen E_{1}=E_{2}=15 ein, einer E_{3}=0. Nach Vervielfachung mit m=1,2 enthält die Kasse K=36. Jeder erhält 12 ausgezahlt. Im Ergebnis erhalten Spieler 1 und 2 G_{1}=G_{2}=12, Spieler 3 G_{3}=27.

In der Standardvariante des Spieles entscheidet jeder Teilnehmer im Geheimen, wie viel seiner Anfangsausstattung er in ein öffentliches Gut investieren will –  in Experimenten ist dies eine Einzahlung in eine Gruppenkasse. Die Einzahlungssumme in der Gruppenkasse wird vom Organisator des Spiels vervielfacht und an alle Spieler zu gleichen Teilen ausgezahlt. Es erhalten also auch Spieler ihren Anteil, die nichts in die Kasse eingezahlt, also nicht zum öffentlichen Gut beigetragen haben. Der Spielgewinn eines Spielers ist die Summe aus seinem Anteil an der öffentlichen Auszahlung und dem Teil seiner Anfangsausstattung, den er einbehalten hat. In Experimenten wird dieser Gewinn nach Spielende in der Regel zu einem bekannten Wechselkurs in echte Währung, seltener auch in z. B. Studienleistungen getauscht.
In der Standardvariante liegt der Faktor, mit dem die Gruppenkasse multipliziert wird, zwischen eins und der Anzahl der Mitspieler. Ein Faktor gleich eins bedeutet, dass jeder Spieler exakt seinen Beitrag zurückerhält, wenn alle den gleichen Beitrag einzahlen. In diesem Fall wären jeder Spieler indifferent zwischen dem öffentlichen Gut und der Einbehaltung seiner gesamten Anfangsausstattung. Ein Faktor gleich der Anzahl der Mitspieler bedeutet, dass jede Einzahlung mindestens zu einer gleich hohen Auszahlung führt. Selbst wenn nur ein einziger Spieler einzahlt, würde er seinen Gewinn dadurch nicht schmälern. Bei einem noch höheren Faktor wäre jede Einzahlung in jedem Fall gewinnbringend – dann gibt es kein Trittbrettfahrerproblem mehr.
Unabhängig von Gruppengröße und Beitragsrückfluss steht die Gruppe als Ganzes am besten da, wenn alle Teilnehmer ihre gesamte private Ausstattung dem öffentlichen Gut beisteuern. Dieses Ergebnis wäre das Pareto-Optimum: Zahlt jeder Spieler ab Beginn seine gesamte Anfangsausstattung ein, erhält die Gruppe die maximal mögliche Auszahlung vom Spielleiter.

## Erwartete und tatsächliche Ergebnisse
Die ökonomische Standardtheorie sagte mit dem Nash-Gleichgewicht voraus, dass kein Spieler Gruppenbeiträge leistet. Das gilt auch, wenn das Spiel endlich oft wiederholt wird. Die dominante Strategie jeden Spielers, nichts einzuzahlen, gilt unabhängig davon, wie sich jeder der anderen Spieler verhält. Da es rational ist, auch in der letzten Runde von endlich wiederholten Spielen nicht zu kooperieren, ist es wegen der Rückwärtsinduktion auch rational, in keiner Runde etwas beizusteuern. Dieses Trittbrettfahrerproblem führt zur Tragik der Allmende: Obwohl jeder in der Gruppe das öffentliche Gut haben und nutzen möchte, zahlt niemand (freiwillig) dafür. Im Ergebnis wird das öffentliche Gut nicht angeboten.
Auch für den Fall, dass es eine gewisse Kooperationsbereitschaft gibt, also ein Teil der Anfangsausstattungen eingezahlt wird, kommt es zu einer Unterversorgung mit dem öffentlichen Gut verglichen mit dem Zustand des Pareto-Optimums, in dem die Anfangsausstattungen vollständig eingezahlt werden. Unter der Annahme von Kooperationsbereitschaft wird in der ökonomischen Theorie erwartet, dass größere Gruppen und/oder eine niedrigere Vervielfachung des öffentlichen Guts zu weniger Kooperation führen. 
Tatsächlich kommt es in Experimenten selten bis gar nicht vor, dass das öffentliche Gut überhaupt nicht angeboten wird; die Beteiligten neigen dazu, zumindest einen kleinen Teil ihrer privaten Ausstattung zu investieren. Das Ausmaß der Beteiligung einzelner Individuen variiert dabei stark. Jedoch wird auch das soziale Optimum (komplette Kooperation aller Teilnehmer) selten bis nie erreicht; in wiederholten Spielen seltener als in nicht-wiederholten. Entgegen der weitverbreiteten Meinung und ökonomischen Theorie führt auch eine kleinere Gruppe bzw. ein höherer Multiplikationsfaktor nicht zwangsläufig zu mehr Kooperation bzw. höheren Einzelbeiträgen zum öffentlichen Gut. Die soziologische Interpretation dieser Befunde betont die Gruppenkohäsion und kulturelle Normen zur Erklärung der prosozialen Ergebnisse von Öffentliche-Güter-Spiele.

### Erklärungsansätze
Das Interesse der Wissenschaft fokussierte sich nach den ersten Öffentliche-Güter-Spielen darauf, warum die Spielteilnehmer von der ökonomischen Rationalität abweichen und ob die Theorie Unzulänglichkeiten aufweist. Praktische Untersuchungen versuchten, Gruppen-Kooperation mit einem geeigneten Anreizsystem zu induzieren (siehe Abschnitt Abwandlungen). Daraus könnten sich Lösungshinweise für viele Problemlösungen in der Gesellschaft ableiten.
Obwohl die Diskussion über Ergebnisse nicht abgeschlossen ist, kristallisierten sich schon früh einige Erklärungsansätze heraus:
- Unter anderem setzte das spieltheoretische Nash-Gleichgewicht komplette Information über Rückflüsse aus dem öffentlichen Gut sowie die Höhe der Anfangsausstattung aller Spieler voraus. Abwandlungen mit mehr und weniger Information zeigen jedoch keinen Unterschied im Verhalten.[3]
- Da in Einzelspielen tendenziell eine höhere Kooperation als in wiederholten Spielen beobachtet wurde, wurde die Lern-Hypothese gebildet: Zumindest einige Spieler müssten erst lernen, wie sie sich in Optimierungsproblemen individuell rational zu verhalten haben, und ihre Strategie aufbauen. Eine zeitverzögerte Anpassung an die dominante Strategie wurde auch bei anderen Spielen beobachtet.[4] Die Lern-Hypothese konnte weder in Öffentliche-Güter-Spielen noch in anderen Spielen verifiziert werden.[2]
- Spieler handeln nicht gemäß der Logik der Rückwärtsinduktion in wiederholten Spielen, das heißt, sie denken bei Spielen mit mehreren Runden nicht vom Ende her.
- Spieltheorie basiert darauf, dass Spieler ihren Nutzen ausschließlich über monetäre Rückflüsse maximieren. Einige Ökonomen wandten deshalb ein, dass die Theorie zu kurz greife, und Spieler ihren Nutzen auch durch andere Begleiterscheinungen maximieren: So würden Spieler auch Nutzen aus dem guten Gefühl des Gebens ziehen (englisch warm glow giving, „warmes Glühen“),[5] beziehungsweise Fairnesskalküle in ihre Entscheidungen[6] einfließen lassen.

### Kritik
Jedoch wurde auch in Frage gestellt, inwiefern einfache, abstrakte, kurze und endliche Laborexperimente in überschaubaren Gruppen geeignet sind, Vorhersagen für das menschliche Verhalten in komplexen Alltagssituationen zu geben. In der Realität kann man nicht ausschließen, dass sich Marktakteure wieder treffen und dann möglicherweise die Folgen ihres Handelns aus vorherigen Aktionen – wie der Nichtkooperation – zu spüren bekommen.

## Abwandlungen

### Wiederholte Spiele
In wiederholten Spielen wird das gleiche Spiel in gleicher oder geänderter Zusammensetzung für eine bestimmte Anzahl von Runden wiederholt. Ein typisches Resultat des wiederholten Öffentliche-Güter-Spieles ist ein abnehmender Anteil von Beiträgen zum öffentlichen Gut im Vergleich zum einmaligen Spiel. Spieler tendieren dazu, von Runde zu Runde weniger beizutragen. Jedoch wird selten von allen nichts beigetragen, weil ein tendenziell Kern von „Gebern“ bestehen bleibt.
Eine Erklärung für die abnehmende Beiträge ist die Ungleichheitsaversion (englisch inequity aversion): Aus der Auszahlung kann jeder Spieler folgern, ob er überdurchschnittlich eingezahlt hat und dass es in dem Fall Spieler geben muss, die durch unterdurchschnittliche Einzahlung einen überdurchschnittlichen Gewinn gemacht haben. Wenn Spieler solche Ergebnisse beobachten, empfinden sie dies als ungerecht und fühlen sich ausgenutzt. Sie passen ihre Erwartungen und Beiträge an das in der Vorrunde offenbarte Gruppenverhalten an, indem sie sie in nachfolgenden Runden ihre Beiträge reduzieren.

### Transparente/Offene Spiele
Wenn die Beitragshöhe oder sogar die Identität der Spieler transparent gemacht wird, sind Einzelbeiträge regelmäßig höher. Dieses Ergebnis gilt unabhängig vom konkreten Experimentaufbau, also ob die Spieler von Anfang an bekannt sind, nur in Paaren, oder am Ende des Experiments genannt werden etc.
Diesen Fakt machen sich Benefiz-Veranstaltungen regelmäßig zu eigen, wo die Spender regelmäßig genannt werden und teils entsprechend ihrer Spendenhöhe geehrt werden.

### Belohnung und/oder Bestrafung
Die Anwendung von Belohnungen oder Bestrafung ist Gegenstand zahlreicher Studien. In der Regel bestrafen sich die Spieler untereinander, nachdem das öffentliche Gut bereitgestellt wurde. Dabei wird ein Spieler zufällig ausgewählt, der auf seine Kosten ein Gruppenmitglied bestraft. Belohnungen funktionieren analog. Alternativ werden Belohnungen oder Strafen automatisch vom Spielleiter nach einer bekannten Regel ausgeführt. Ein zentrales Ergebnis ist, dass Belohnungen und Strafen als unterschiedliche Mittel benutzt werden: Belohnungen sind nicht identisch mit Nicht-Bestrafen, während eine Strafe nicht als abwesende Belohnung gilt.
Strafen werden selbst unter Kosten ausgeführt und führen in den meisten Experimenten zu höheren Beiträgen bzw. zu höherer Kooperation. Der Effekt von Belohnungen alleine ist dagegen schwächer. Dies darf nicht verwechselt werden mit höheren Gruppenauszahlungen: Da Strafen kosten, bedeutet vermehrte Kooperation nicht unbedingt höhere Auszahlungen aus dem öffentlichen Topf. Zumindest in der ersten Runde können Strafen also zu (marginal) niedrigeren Gruppenauszahlungen führen. Tatsächlich scheinen Strafen, zumindest längerfristig, bezüglich Gruppenauszahlungen effizienter zu sein als ohne, da die Bestrafungskosten sinken.
Viele Studien heben deshalb die Kombination von Strafen und Belohnungen hervor. Sie führt sowohl zu vermehrter Kooperation als auch zu höheren Beiträgen. Das gilt sowohl für wiederholte Spiele in wechselnden Gruppen, als auch für identische Gruppen.

### Asymmetric costs and/or benefits
Asymmetrie hinsichtlich der privaten Kosten einer Bereitstellung oder der Auszahlung aus dem öffentlichen Topf haben einen direkten Einfluss auf das Spielerverhalten. Sie reagieren zwar stärker auf monetäre Anreize und verhalten sich entsprechend der ökonomischen Theorie rational. Jedoch wird auch hier mehr zum öffentlichen Gut beigetragen als im Nash-Gleichgewicht.

### Framing
Unterschiedliche Darstellung derselben Struktur bzw. desselben Spiels (englisch framing) zeigen ein vom Originalspiel abweichendes Verhalten. Eine Variante des framings ist die Assoziation mit wirklichen Problemen, in denen öffentliche Güter bereitgestellt werden müssen. Dies können Klimaschutzverhandlungen, der Bau einer Straße oder Mitbringsel zu einer privaten Feier sein. Dies erlaubt den Spielern Informationsrückschlüsse auf Präferenzen der anderen Spieler, Wahrscheinlichkeitseinschätzungen über deren Handlungen und Wahrnehmung.
Der Effekt einer Assoziierung (Attribut-Framing) ist unterschiedlich und abhängig von den persönlichen Erfahrungen der Spieler. Dies gilt besonders für einmalige Spiele, wo Spieler das Verhalten anderer Spieler nur aufgrund ihrer eigenen Erfahrungen in der Realität vorhersagen (können). Selbst Spieler derselben Kultur können von demselben Attribut unterschiedliche Begriffe haben und sowohl mit höheren als auch niedrigeren Beiträgen reagieren.
Zusätzlich kann grundsätzlich jedes Spiel als Wahl zwischen Gewinnen oder Wahl zwischen Verlusten dargestellt werden. Wegen des Framing-Effekts reagieren Spieler vollkommen unterschiedlich: Wenn Öffentliche-Gut-Spiele als Verlust dargestellt werden statt eines Gewinns (d. h., ein Beitrag zu einem privaten Gut reduziert die Auszahlungen anderer Spieler) sind die Beiträge signifikant kleiner.